# Simon Johansson (geolog)
Erik Simon Tage Johansson, född 27 januari 1881 i Ålems socken, död 27 april 1944 i Danderyds socken, var en svensk geolog.
Erik Johansson var son till lantbrukaren Johan Erik Jonsson. Efter mogenhetsexamen vid Kalmar högre allmänna läroverk blev han student vid Uppsala universitet och avlade 1906 en filosofie kandidatexamen där 1906. Simon Johansson var praktikant på Ödebo gård i Dörby socken och Hedersrum i Ålems socken 1906-1907 och blev därefter frielev vid Ultuna lantbruksinstitut 1907. Han avlade 1909 agronomexamen, var 1909-1910 stipendiat vid Ultuna och blev 1911 filosofie licentiat vid Uppsala universitet. 1911 var Simon Johansson vikarierande lektor i kemi och geologi vid Ultuna och arbetade 1912-1914 som assistent åt kemisten Albert Atterberg vid Kalmar kemiska station. År 1915 blev han filosofie doktor efter att ha disputerat med en avhandling om jordars hållfasthet vid olika vattenhalter. Simon Johansson blev 1917 statsgeolog. År 1927 invaldes han som ledamot av lantbruksakademien.